# Château de la Croix-Richard
Le château de la Croix-Richard est un château situé au Mesnil-Jourdain dans le département de l'Eure en Normandie.

## Localisation
Le château de la Croix-Richard se situe au lieu-dit «le Bois d'Acquigny».

## Historique
Henri Jacquelin, architecte, a construit les bâtiments du domaine en 1913. 

## Protection
Le château de la Croix-Richard fait l'objet d'une inscription au titre des monuments historiques par arrêté du 18 janvier 2021,. Celle-ci comprend le château style Louis XVI, les façades et toitures du chalet suisse, le mur d'enceinte et les sols du domaine.